# Gianluigi Bonelli
Giovanni Luigi Bonelli, detto Gianluigi (Milano, 22 dicembre 1908 – Alessandria, 12 gennaio 2001), è stato un fumettista, scrittore e editore italiano.
È stato, insieme ad Aurelio Galleppini, il creatore di Tex il più noto e longevo personaggio dei fumetti italiano, nonché fondatore della più importante casa editoriale italiana del settore, la Sergio Bonelli Editore.

## Biografia
Nasce a Milano nel 1908, figlio di Nestore Bonelli (Guastalla, 27 ottobre 1877 - Milano, 25 novembre 1917), agente d'assicurazione  morto per malattia durante la Grande guerra e di Maria Ernesta Coggiola, casalinga vercellese; i genitori si erano sposati il 27 gennaio di quell'anno. Inizia la sua carriera alla fine degli anni venti pubblicando alcune poesie sul Corriere dei Piccoli. Negli anni trenta scrive alcuni racconti per il Giornale illustrato dei viaggi e delle avventure di terra e di mare dell'editore Sonzogno e, nel 1936, pubblica a puntate su L'Audace, il primo dei suoi tre romanzi d'avventura: L’ultimo corsaro, ripubblicato nel 1940 col titolo Le Tigri dell'Atlantico dalle Edizioni SADEL; sempre con questo editore nel 1937 pubblica I Fratelli del Silenzio, con il medesimo protagonista del primo romanzo, l'investigatore italo-statunitense John Mauri, mentre nel 1940 per le Edizioni AVE di Roma pubblica Il Crociato Nero, da cui trarrà anche una versione a fumetti sulle pagine del Vittorioso, disegnata da Kurt Caesar.
Nello stesso periodo entra nel mondo dei fumetti dirigendo alcune testate come Jumbo, Rin Tin Tin e L'Audace della Società Anonima Editrice Vecchi (S.A.E.V.) di Lotario Vecchi e scrivendo le sue prime sceneggiature per disegnatori come Rino Albertarelli e Walter Molino e  successivamente collabora anche con L'Avventuroso della Nerbini, contribuendone al forte incremento delle vendite. Nel 1940 decide di mettersi in proprio acquisendo i diritti della testata l'Audace e fondando la Redazione Audace, piccola casa editrice che, attraverso vari cambi di nome, e passando prima nelle mani della moglie Tea Bertasi, poi in quelle del figlio Sergio si trasformerà nella Sergio Bonelli Editore. Modifica l'impostazione del settimanale rendendolo un albo con un'unica storia per lo più dedicata al personaggio che crea nel 1941, Furio Almirante, disegnato da Carlo Cossio, e che otterrà un buon riscontro dal pubblico tanto da essere pubblicato fino agli anni sessanta.
Durante il periodo della Seconda guerra mondiale si vede costretto a riparare in Svizzera, mentre la moglie Tea Bertasi assieme al figlio Sergio lascia Milano sfollando in Liguria. Al suo ritorno si trasferisce a Genova dove fu per un breve periodo coeditore, con Giovanni De Leo e Francesco Bolzoni: insieme a loro fonda le Edizioni Junior con le quali pubblica il settimanale Cow-Boy. Al termine del conflitto Bonelli si separa dalla moglie e, per garantirle un sostentamento, le cede la sua Edizioni Audace, rimanendo come collaboratore freelance. Comincia presto però a collaborare con la casa editrice della sua ormai ex moglie per cui crea molti nuovi personaggi come Ipnos del 1946, alla cui realizzazione contribuirono numerosi disegnatori come Gino Cossio, Paolo Piffarerio, Guido Da Passano, Armando Bonato e Mario Uggeri, Il Giustiziere del West (disegnato da Giorgio Scudellari) e la Pattuglia dei Senza Paura (per i disegni di Guido Zamperoni e Franco Donatelli) entrambi pubblicati nel 1948. In quello stesso anno in collaborazione col disegnatore Aurelio Galleppini (in arte Galep), crea altri due nuovi personaggi: Occhio Cupo, pubblicato in un innovativo formato ad albo, e Tex Willer. A fronte delle aspettative riposte sul primo da entrambi gli autori, il successo arriverà grazie al secondo. Agli inizi la pubblicazione ottiene delle buone tirature, sebbene inferiori ad altre presenti nelle edicole. In seguito, soprattutto dopo l'adozione del formato cd. Gigante, sul finire degli anni cinquanta, il fumetto supera nelle vendite i diretti concorrenti, diventando un'icona del settore. Il personaggio, inizialmente uno dei tanti giustizieri solitari, conquista ben presto un posto di primo piano nella storia del fumetto e, dopo oltre settant'anni viene ancora pubblicato oltre a essere oggetto di iniziative volte a celebrarlo come mostre, incontri, volumi di critica e testi di saggistica. La serie è diventata negli anni uno dei fumetti più venduti in Italia arrivando a vendere anche 700 000 copie al mese, mentre, più recentemente, nel 2010 la tiratura ha superato le 200 000 copie. La serie è stata tradotta in molti paesi europei ed extra-europei e nel 1985 ne venne realizzata una trasposizione cinematografica.
Nonostante la sua intensa attività di sceneggiatore, assorbita in gran parte dalle storie di Tex, Gianluigi Bonelli in seguito dà vita a molti altri personaggi, tra cui, per citarne alcuni, Plutos del 1949 disegnato da Leone Cimpellin, Rio Kid realizzato graficamente da Roy D'Amy nel 1953 (anno in cui, a settembre, dalla nuova compagna nacque il suo secondo figlio Giorgio Bonelli), Yuma Kid del 1954 disegnato da Mario Uggeri, Big Davy di due anni dopo illustrato da Renzo Calegari e Carlo Porciani, e Hondo del 1957 disegnato da Franco Bignotti e Giubba Rossa, ancora per i disegni di Calegari, del 1959. Non cesserà neppure la sua attività di romanziere e, nel 1956, scriverà il romanzo Il massacro di Goldena con protagonista proprio Tex Willer, che alcuni anni dopo verrà utilizzato come sceneggiatura per l'episodio della serie regolare Territorio apache, illustrato da Giovanni Ticci.
Ha scritto anche delle storie per alcuni personaggi non di sua creazione, ma ideati da Guido Nolitta, nom de plume del figlio Sergio, ovvero Un Ragazzo nel Far West, Zagor e l'ultimo episodio della miniserie Il Giudice Bean.
Gianluigi Bonelli si ritira ufficialmente dall'attività di sceneggiatore nel 1991, anno in cui viene pubblicata la sua ultima storia di Tex Il medaglione spagnolo (disegnata da Guglielmo Letteri). Già da alcuni anni però aveva passato il testimone della serie a Claudio Nizzi occupandosi prevalentemente della supervisione delle storie, attività alla quale si dedicherà fino alla sua morte, avvenuta nel 2001.
Bonelli parlerà sempre di sé stesso come di un "romanziere prestato al fumetto e mai più restituito". Il suo modo di narrare risente della lezione del grande romanzo avventuroso d'appendice e in particolare di autori quali Alexandre Dumas, Jack London, Donn Byrne, Victor Hugo ed Emilio Salgari, da lui stesso indicati come le sue principali fonti d'ispirazione.
Una delle peculiarità del Bonelli autore di fumetti sono le sue caratteristiche "sceneggiature disegnate": in pratica non descriveva a parole la scena che il disegnatore doveva interpretare e poi realizzare (com'è consuetudine), ma, come in uno storyboard cinematografico, abbozzava la tavola dando quindi indicazioni molto precise sulla sua struttura sequenziale e sulle singole inquadrature. Un esempio di questa peculiare modalità di lavorare dell'autore è visibile nel volume Ombre di morte, dov'è allegata una sceneggiatura originale.
In base alle sue volontà, Gianluigi Bonelli è stato sepolto al Cimitero di Monaco.  Il giorno dei suoi funerali il consiglio comunale di Milano gli ha tributato un minuto di silenzio, e in tale occasione il presidente Giovanni Marra ha così ricordato l'autore:«Come i grandi romanzieri dell'Ottocento e del Novecento, Bonelli non aveva bisogno di calpestare le praterie per descriverle. Per lui l'avventura era in ogni luogo, in ogni città. È stato un romanziere prestato al fumetto. Disse una volta: "Tex sono io. Nel mio Tex c'è il mio senso di reazione a ogni ingiustizia". A noi piace ricordarlo così».

## Tex
Il nome dell'autore è legato indissolubilmente a Tex Willer, famoso personaggio dei fumetti alle cui sceneggiature si è dedicato per un quarantennio prima di passare il testimone ad altri autori come il figlio Sergio, alias Guido Nolitta, Claudio Nizzi e Mauro Boselli. La serie che pubblica le storie del personaggio è diventata negli anni uno dei fumetti più venduti in Italia arrivando a vendere anche 700 000 copie al mese, mentre, più recentemente, nel 2010 la tiratura è sopra le 200 000 copie mensili oltre a essere tradotta e venduta in molti paesi europei ed extra-europei. Nel 1985 ne è stata realizzata una trasposizione cinematografica.
Lo stile narrativo è allo stesso modo semplice ed efficace, la caratterizzazione psicologica dei personaggi è relativamente scarna, mentre viene privilegiata l'azione che imprime al fumetto degli effetti di tipo cinematografico.
Il Tex creato dal Bonelli è l'eroe classico che difende i deboli qualunque sia il loro colore della pelle, senza dubbi esistenziali di sorta e disposto, se necessario, a violare la legge pur di far trionfare la giustizia. Sono caratteristiche che verranno in parte modificate dagli altri autori.
Per la sua creatura Bonelli ha avuto come modello di riferimento il cinema western statunitense del periodo classico e, in particolar modo i film di John Ford. Ad ogni modo è riuscito ad evitare un appiattimento deleterio sui canoni convenzionali del genere, creando invece un immaginario che è ormai da tutti considerato il marchio di fabbrica di Tex.
A Bonelli va inoltre riconosciuto il merito di essere stato tra i primissimi autori a non aver dato una rappresentazione pregiudiziale e stereotipata sui nativi, anticipando così di circa un ventennio il western revisionista del cinema statunitense.

## Premi e riconoscimenti
- È stato il primo sceneggiatore a vincere, nel 1967 lo Yellow Kid al Salone Internazionale dei Comics di Lucca.[44]
- Nel 1995 gli è stato assegnato il premio ANAFI «Per la lunga e sempre valida inventività, che lo ha portato a creare decine di personaggi e serie narrative, e in particolare quella di Tex Willer, il più longevo e amato dei fumetti western italiani».[45]
- Il 21 maggio 2010 a Milano gli è stato intitolato un giardino, sito in via Fratelli Antona Traversi.[46]
- A Roma gli è stato intitolato un viale nel nuovo quartiere Torrino Mezzocammino, in una zona interamente dedicata a fumettisti.

## Opere

### Romanzi
- Le Tigri dell'Atlantico, Milano, Società Anonima Editrice Vecchi, 1936. (Il romanzo apparve inizialmente a puntate sul L'Audace per poi venire edito in volume nel 1940[8]).
- Il Crociato Nero, Milano, SADEL, 1940.
- I Fratelli del Silenzio, Milano, AVE, 1940.
- Il massacro di Goldena, Milano, Audace, 1951.